# Bernard Picart

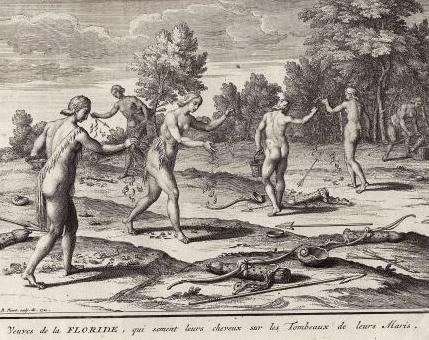
Bernard Picart, uma das gravuras mostrando os índios da Flórida, cerca de 1721. Volume 1 de "Cérémonies et Coutumes Religieuses de tous les Peuples du Monde" (coleção L.S. Morgan, St. Augustine Beach, Flórida)

Bernard Picart (Paris, 11 de junho de 1673 – Amsterdã, 8 de maio de 1733), foi um gravador francês.

## Biografia
Mudou-se para a Antuérpia em 1696, passou um ano em Amsterdã, retornando à França no final de 1698. Quando sua esposa morreu em 1708, voltou a esta última cidade em 1711, convertendo-se ao protestantismo e se casando mais uma vez.
A maioria do seu trabalho foi a ilustração de livros. Sua obra mais conhecida chama-se Cérémonies et coutumes religieuses de tous les peuples du monde, lançada entre 1723 a 1743. Sobre esse trabalho registrou Jonathan I. Israel que foi "um imenso esforço para registrar os rituais religiosos e crenças do mundo em toda a sua diversidade com a maior objetividade e autenticidade possível." Embora Picart nunca tenha saído da Europa, baseou-se em relatos de quem havia tido contato com os costumes indígenas. A edição original francesa das "Cérémonies" compunha-se de dez volumes, com texto e gravuras.
Israel observa ainda que Picart deixara Paris junto a Prosper Marchand,, e colaborou com Jean-Frédéric Bernard na edição de Cérémonies com o fim de fomentar a tolerância religiosa. Picart, Marchand e Charles Levier pertenciam a uma "confraria huguenote radical".

## Gravuras das"Cérémonies"
- Vol. 1: Asie, Afrique and Amérique (Ásia, África e América)- 30 gravuras
- Vol. 2 - 33 gravuras
- Vol. 3 - 19 gravuras
- Vol. 4 - 14 gravuras
- Vol. 5 - 26 gravuras
- Vol. 6 - 45 gravuras
- Vol. 7 - 58 gravuras
- Vol. 8 -  5 gravuras
- Vol. 9 - 24 gravuras
- Vol. 10 - 12 gravuras